# Yoshiharu Horii
Yoshiharu Horii (堀井 美晴, Horii Yoshiharu, Fujieda, 16 maart 1953) is een Japans voormalig voetballer die als aanvaller speelde en voetbaltrainer.

## Carrière
Horii begon zijn carrière in 1971 bij Yanmar Diesel, de voorloper van Cerezo Osaka. Met deze club werd hij in 1971, 1974, 1975 en 1980 kampioen van Japan. In 16 jaar speelde hij er 204 competitiewedstrijden en scoorde 46 goals. Horii beëindigde zijn spelersloopbaan in 1987.
In 1986 werd hij bij Yanmar Diesel assistent-trainer. Hij tekende in 1996 bij Gamba Osaka. In 2001 werd hij bij Kawasaki Frontale trainer.